# Alojz Benac
Alojz Benac (20 de octubre de 1914 - 6 de marzo de 1992) fue un arqueólogo e historiador bosnio y yugoslavo.

## Biografía
Benac estudió filología clásica y arqueología en la Facultad de Filosofía de la Universidad de Belgrado (1937) y se doctoró en la Universidad de Liubliana (1951). Trabajó en el Museo Nacional de Bosnia y Herzegovina de 1947 a 1967  (director de 1957 a 1967). Posteriormente, dejó el puesto para ocupar una cátedra de arqueología e historia antigua en la Facultad de Filosofía de la Universidad de Sarajevo  (1968-1978). Posteriormente se convirtió en el fundador y primer director del Centro de Estudios Balcánicos, dentro de la Academia de Ciencias y Artes de Bosnia y Herzegovina (ANUBiH), del que fue secretario general de 1971 a 1977 y presidente de 1977 a 1981.
Benac centró su investigación en la prehistoria de los Balcanes occidentales, y realizó numerosas excavaciones arqueológicas sistemáticas en sitios como Arnautovići (Visoko), Crvena Stijena, (Montenegro), Hrustovača en Hrustovo (Sanski Most), Obre I y II, (Kakanj), Zecovi (Prijedor), Zelena Pećina  en Blagaj (Mostar) y otros. Se convirtió en editor jefe de la serie de cinco volúmenes Praistorija jugoslavenskih zemlja, (Prehistoria de los países yugoslavos) (1979-1986), así como varios libros y artículos, entre ellos los siguientes:
• Obre II – neolitsko naselje butmirske grupe na Gornjem polju (Obre II – Un asentamiento neolítico del grupo Butmir en la llanura de Gornje) (1971)
• Prehistorijsko naselje Nebo i problem butmirske kulture (El asentamiento prehistórico de Nebo y el problema de la cultura Butmir) (1952)
• Glasinac Vols I & II (1957; 1959)
• Studien zur Stein und Kupferzeit im nordwestlichen Balkan (Estudios sobre la Edad de Piedra y del cobre en el noroeste de los Balcanes) (1962)
En 1967, Benac fue nombrado miembro titular de la ANUBiH. Durante su vida, también fue miembro correspondiente de la Academia Yugoslava/Croata de Ciencias y Artes, la Academia de las Artes y de las Ciencias de Serbia, la Academia Eslovena de Ciencias y Artes, y miembro de numerosas otras instituciones científicas internacionales.